# فرودگاه ویل کاو
فرودگاه ویل کاو (به انگلیسی: Whale Cove Airport) یک فرودگاه همگانی باربری با کد یاتا YXN است که یک باند فرود شن دارد و طول باند آن ۱۲۰۰ متر است. این فرودگاه در کشور کانادا قرار دارد و در ارتفاع ۱۲ متری از سطح دریا واقع شده است.